# غدة ناسونوف

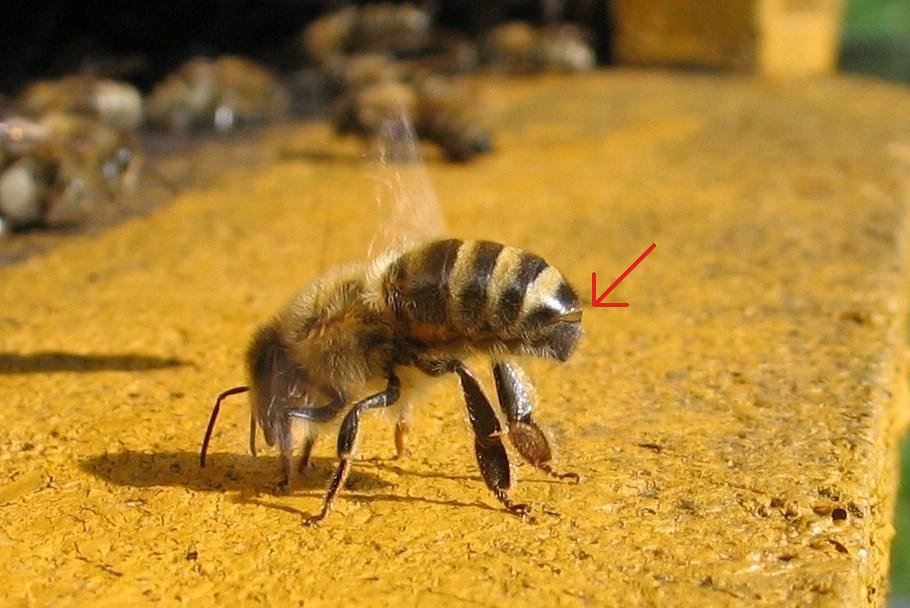

غدة ناسونوف (الاسم العلمي Nasonov's gland): مجموعة من خلايا غدية تقع على ترجة العقلة البطنية السابعة لشغالات نحل العسل ولا توجد في الذكور أو الملكة، تفرز هذه الغدد مادة كيمائية (فيرومون) تحتوي على، Citral, Geranic acid Geraniol. هذه الكيمائيات أو الرائحة تحرر من النحل الموجود بالقرب من مدخل الخلية، وتساعد النحل السارح على تحديد موقع الطائفة والعودة إليها. ومن الجدير بالذكر أن هذه الكيميائيات ذات الرائحة غير مؤثرة على نحل الخلايا الأخرى،
ولكن مادة ناسونوف تحفز مجموعة الشغالات والتي في النهاية تؤدي إلى التجمع العنقودي للنحل حول الملكة.
حين تنبعث الرائحة من هذه الغدة تنثني بطن النحلة بحيث تعرض سطح الغدة وتنتشر الرائحة مع تيار الهواء.